# Têche-et-Beaulieu
Ancienne commune de l'Isère, la commune de Têche-et-Beaulieu a été supprimée en 1881, au profit de deux nouvelles communes qui sont créées sur son territoire :
- Beaulieu

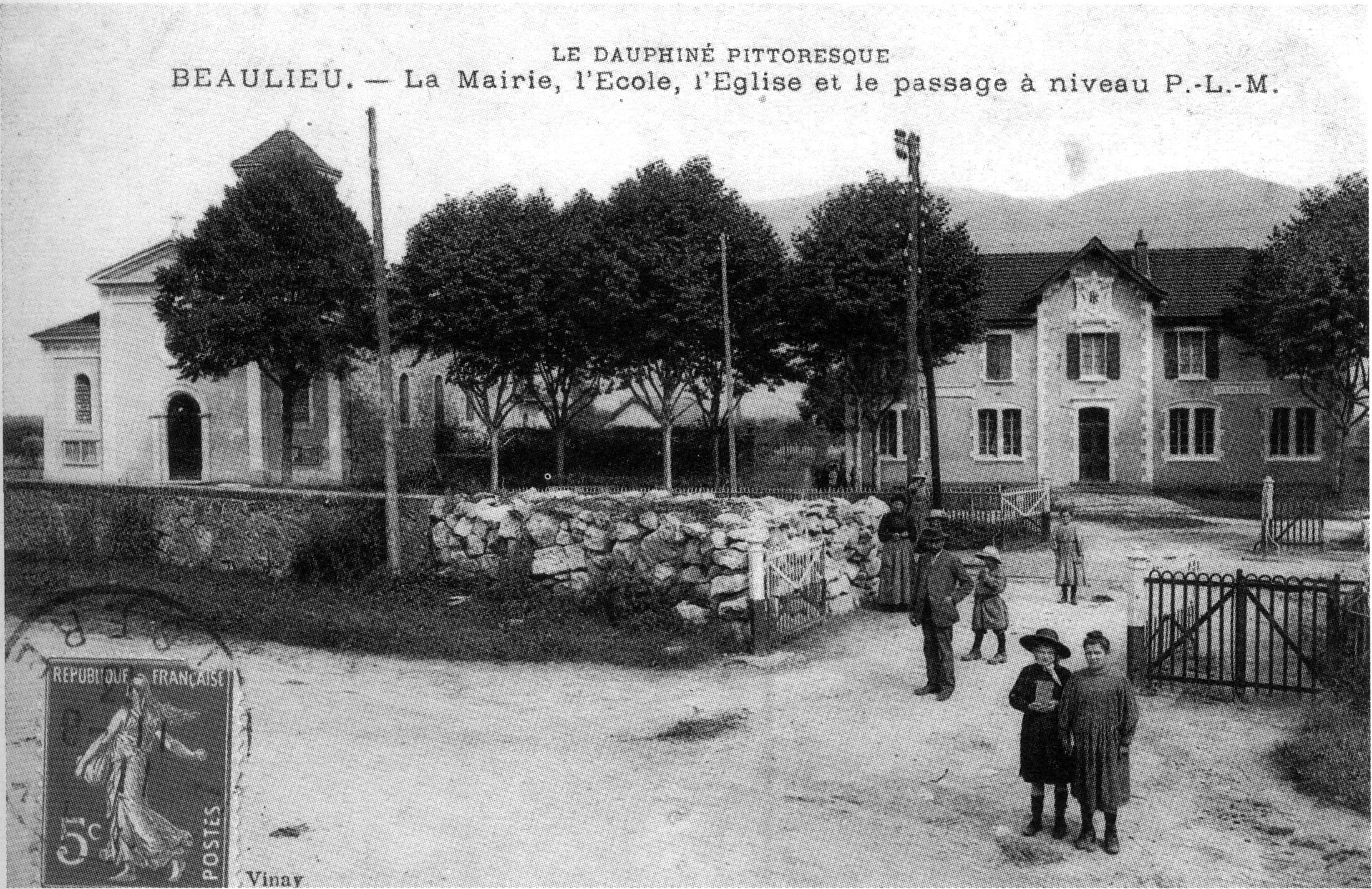
Têche   - Beaulieu. La mairie, l'école, l'église et le passage à niveau en 1911.
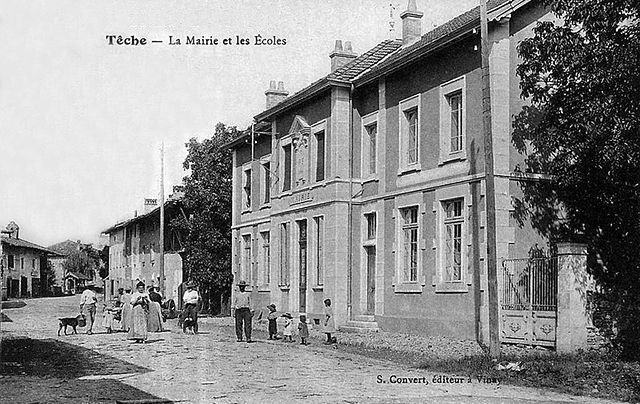
Têche. La mairie et les écoles au début du XXe siècle.
  - Têche. La mairie et les écoles au début du XXe siècle.